# Alállomás
Az alállomás egy elektromos energia termelési, átviteli és elosztó rendszer része.
Az alállomások hálózatát alkotják az elektromos állomások, amelyek az áramellátást irányítják a hálózati erőművektől az ipari, kereskedelmi és lakossági felhasználókig.
Szerkezet: Az alállomások általában olyan transzformátorokat, kapcsolókat, áramkör-megszakítókat és egyéb berendezéseket tartalmaznak, amelyek az áram átviteléhez és elosztásához szükségesek. Minden egyes elemnek saját specifikus funkciója van: - Transzformátorok: Feladata az erőművektől származó nagyfeszültségű elektromos áram átalakítása alacsonyabb feszültségűvé, ami alkalmas az elosztásra. - Kapcsolók: Irányítják az áram áramlását, lehetővé teszik a hálózatnak az izolálását, ha szükséges. - Áramkör-megszakítók: Automatikusan megállítják az áram áramlását hiba esetén, hogy megelőzzék a rendszer károsodását.
Alállomás típusok: Többféle alállomás létezik, beleértve: - Átviteli alállomás: Az erőműből érkező elektromos áram első megállója. Transzformátorokat használ a feszültség növeléséhez az hatékony átvitel érdekében. - Elosztó alállomás: Ezek lecsökkentik a feszültséget a helyi elosztás szintjére. - Konverter alállomás: Konverter alállomások megváltoztatják az AC frekvenciáját vagy az AC-t DC-vel, és fordítva. - Kapcsoló alállomás: Ezek egyszerűen a kapcsolók gyűjteményét jelentik, amelyek különböző távvezetékekhez kapcsolódnak.
Biztonság: Az alállomásokat általában kerítéssel veszik körül és korlátozott hozzáférésű területeken helyezik el a nagyfeszültség miatt. A berendezések és a területen dolgozó személyzet védelme érdekében földelést, árnyékolást és túlfeszültség-levezetőket helyeznek el.
Társadalmi hatás: Az alállomások megfelelő működése létfontosságú a folyamatos áramellátás fenntartásához, ami a modern társadalom működéséhez nélkülözhetetlen. Fontos szerepet játszanak a hálózati tartósságban és megbízhatóságban, segítenek az áramminőség kezelésében és az áramszünetek megelőzésében.
Az alállomások jövője: A megújuló energiaforrások növekedésével és az energiaellátási rendszerek digitális fejlődésével a modern alállomások intelligens alállomásokká fejlődnek. Ezek komplex kommunikációstechnológiát és automatizált berendezéseket építenek be a jobb ellenőrzés, irányítás és karbantartás érdekében, ami javítja a hatékonyságot és a megbízhatóságot.